# 黄坝驿乡
黄坝驿乡是中国陕西省汉中市宁强县下辖的一个乡。

## 行政区划
黄坝驿乡下辖以下行政区：
黄坝驿村、西沟里村、梨树坪村、关沟村、何家坟村